# Akodon budini
Akodon budini е вид бозайник от семейство Мишкови (Muridae). Видът е незастрашен от изчезване.

## Разпространение
Разпространен е в Аржентина и Боливия.

## Описание
Теглото им е около 26,9 g.
Популацията им е стабилна.